# Stenopelmatus intermedius
Stenopelmatus intermedius is een rechtvleugelig insect uit de familie Stenopelmatidae. De wetenschappelijke naam van deze soort is voor het eerst geldig gepubliceerd in 1926 door Davis & Smith.